# Bobrowa (województwo podlaskie)
Bobrowa – wieś w Polsce położona w województwie podlaskim, w powiecie białostockim, w gminie Zabłudów.
W latach 1975–1998 miejscowość administracyjnie należała do województwa białostockiego.
Wierni kościoła rzymskokatolickiego należą do parafii Świętego Krzyża w Grabówce.